# Xantolis stenosepala
Xantolis stenosepala är en tvåhjärtbladig växtart som först beskrevs av Hu Hsien-Hsu, och fick sitt nu gällande namn av Pieter van Royen. Xantolis stenosepala ingår i släktet Xantolis och familjen Sapotaceae.

## Underarter
Arten delas in i följande underarter:
- X. s. brevistylis
- X. s. stenosepala